# William Wetmore Story

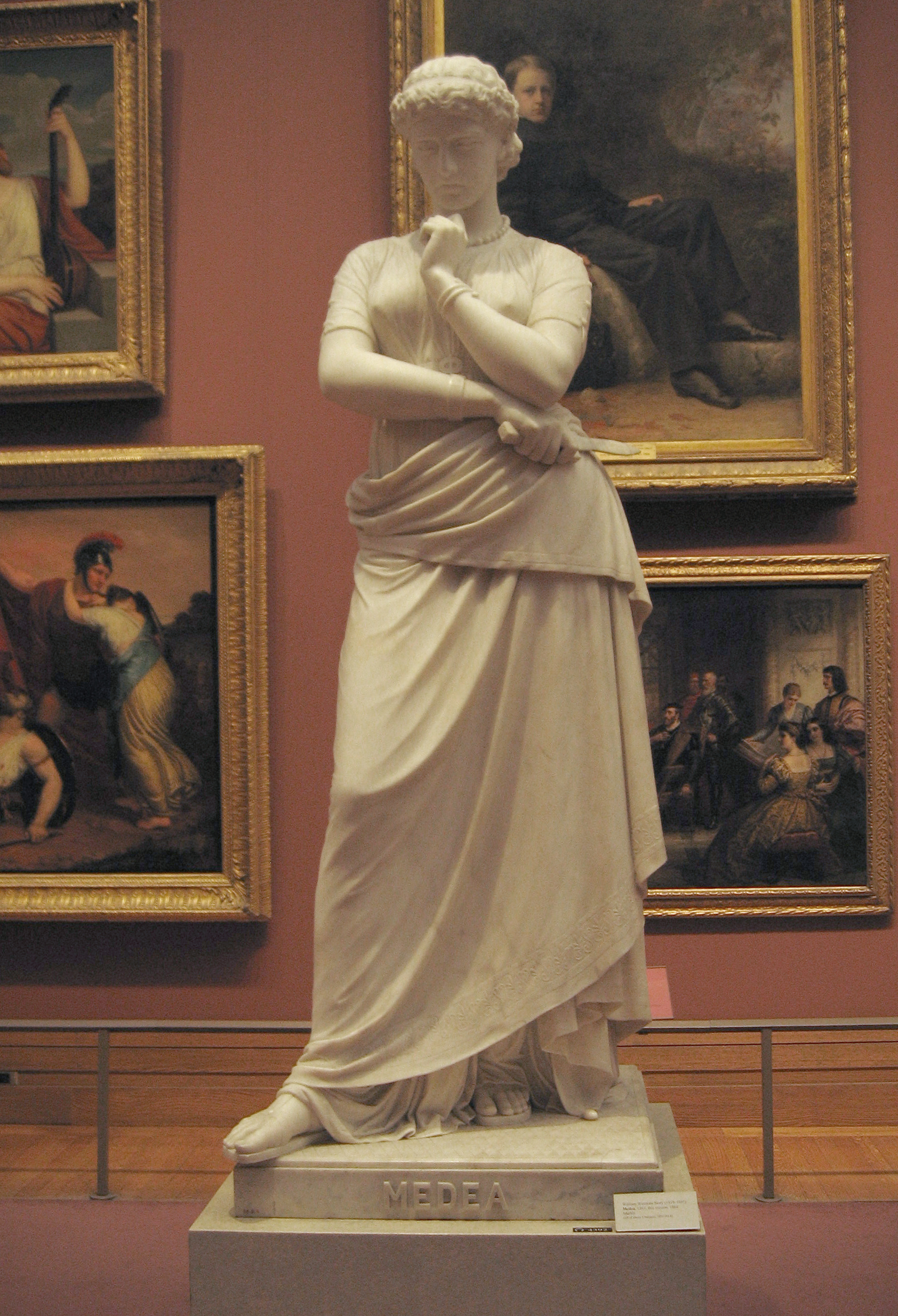
Medea, l'originale è del 1865, questa copia del Metropolitan Museum of Art a New York, fu fatta dallo stesso nel 1868.

William Wetmore Story (Salem, 12 febbraio 1819 – Vallombrosa, 7 ottobre 1895) è stato uno scultore, critico d'arte, poeta ed editore statunitense.

## Biografia
Nacque da Sarah Waldo Wetmore e dal marito, il giurista Joseph Story. Si laureò al Collegio Harvard nel 1838, e alla Scuola di legge di Harvard nel 1840, proseguendo gli studi grazie al padre, venne ammesso alla barra del Massachusetts, preparando due trattati giuridici di valore — Treatise on the Law of Contracts not under Seal (2 voll., 1844) e  Treatise on the Law of Sales of Personal Property (1847).
Abbandonando la professione in legge, si dedicò all'attività artistica per la scultura. Nel 1850 si trasferì definitivamente a Roma, dopo essere stato in un primo momento nel 1848, dove venne a contatto con Browning e Walter Savage Landor. Nel 1856, ricevette la commissione per realizzare un busto del suo defunto padre, situato nella Memorial Hall/Lowell Hall.

L'appartamento di Story, a Palazzo Barberini, divenne un centro di contatti culturali per la comunità statunitense nella capitale italiana. Durante la guerra civile americana le sue lettere inviate al The Daily News, pubblicate nel dicembre 1861, e i suoi articoli su Blackwood's, ebbero una considerevole influenza sull'opinione pubblica inglese.
Sposò Emelyn Eldredge: i loro figli furono lo scultore Thomas Waldo Story e il pittore Julian Russell Story.

## Galleria d'immagini

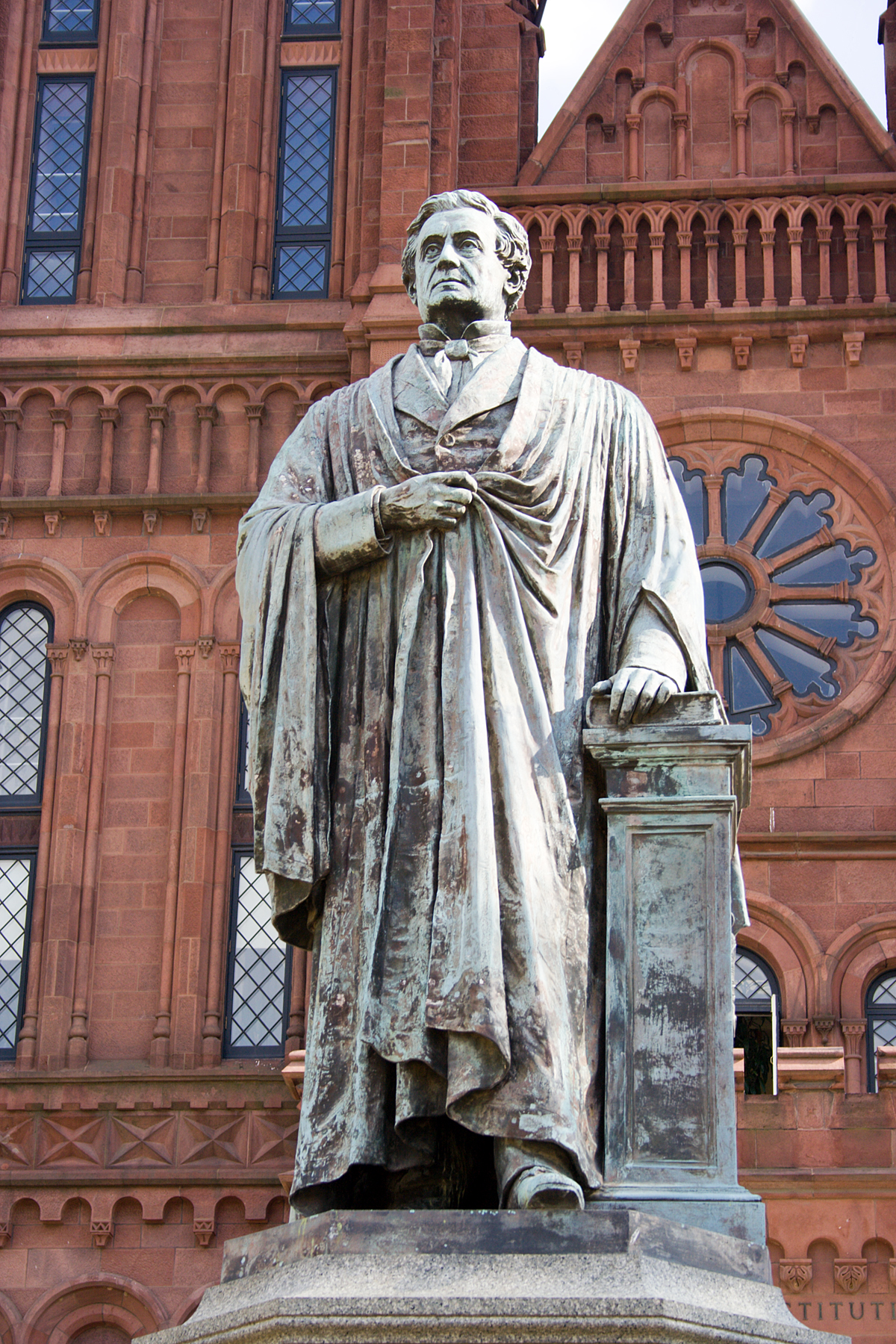
Monumento a Joseph Henry, di fronte allo Smithsonian Castle a Washington.
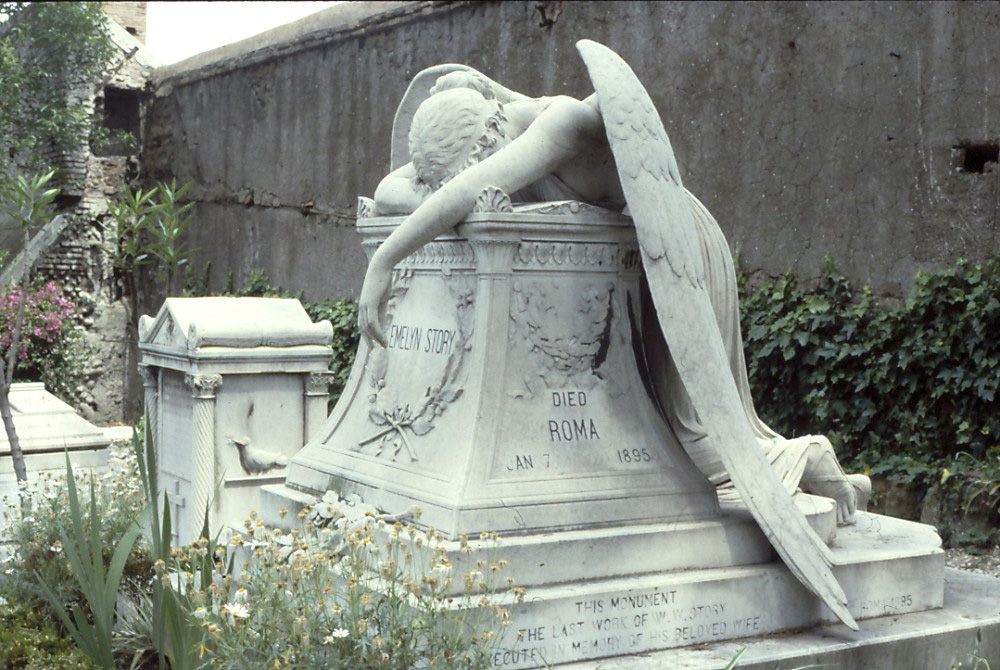
L'Angelo del dolore, suo ultimo e riconosciuto capolavoro, situato sulla tomba di famiglia, al cimitero acattolico di Roma.
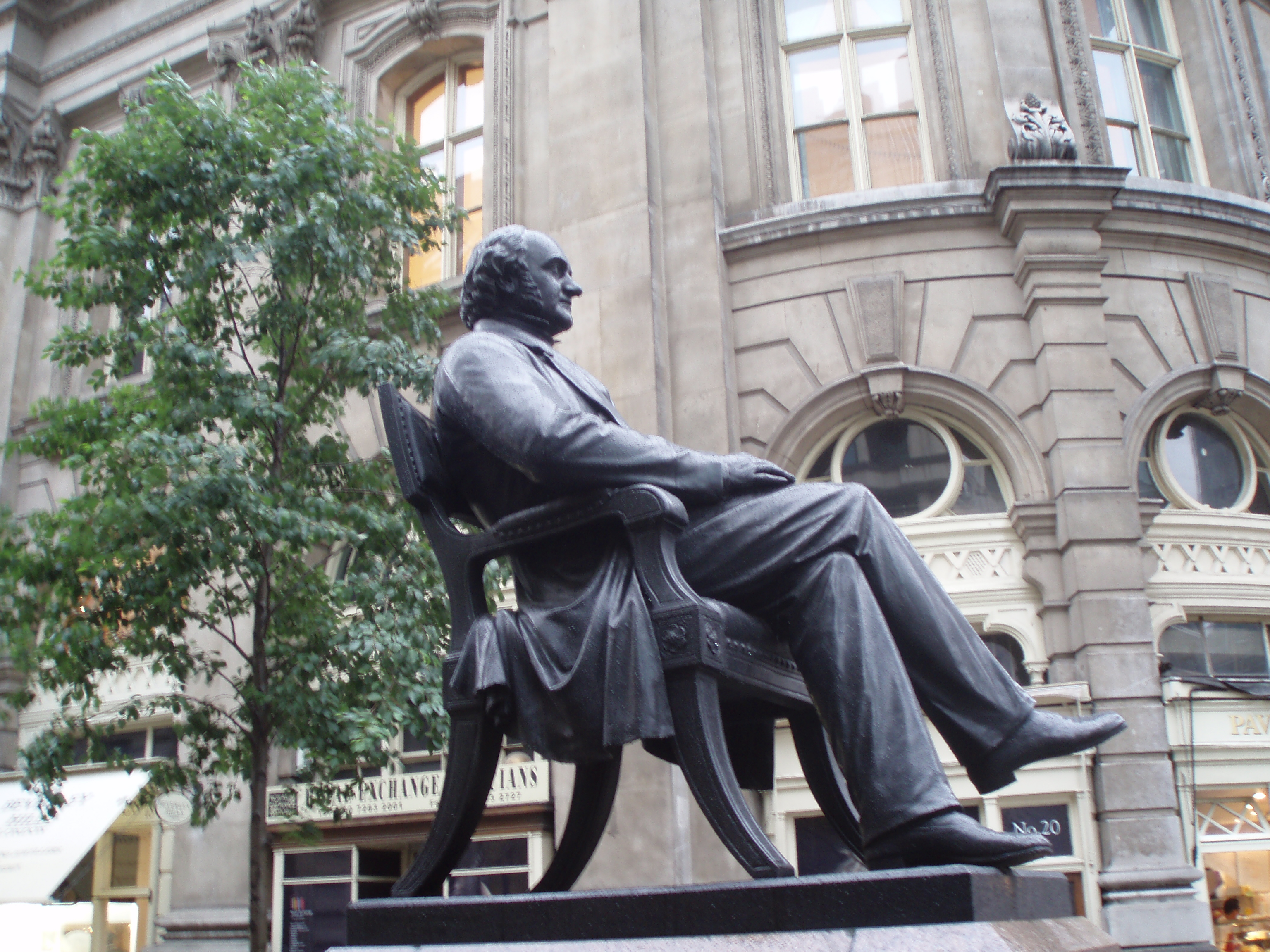
Monumento a George Peabody, a Londra.
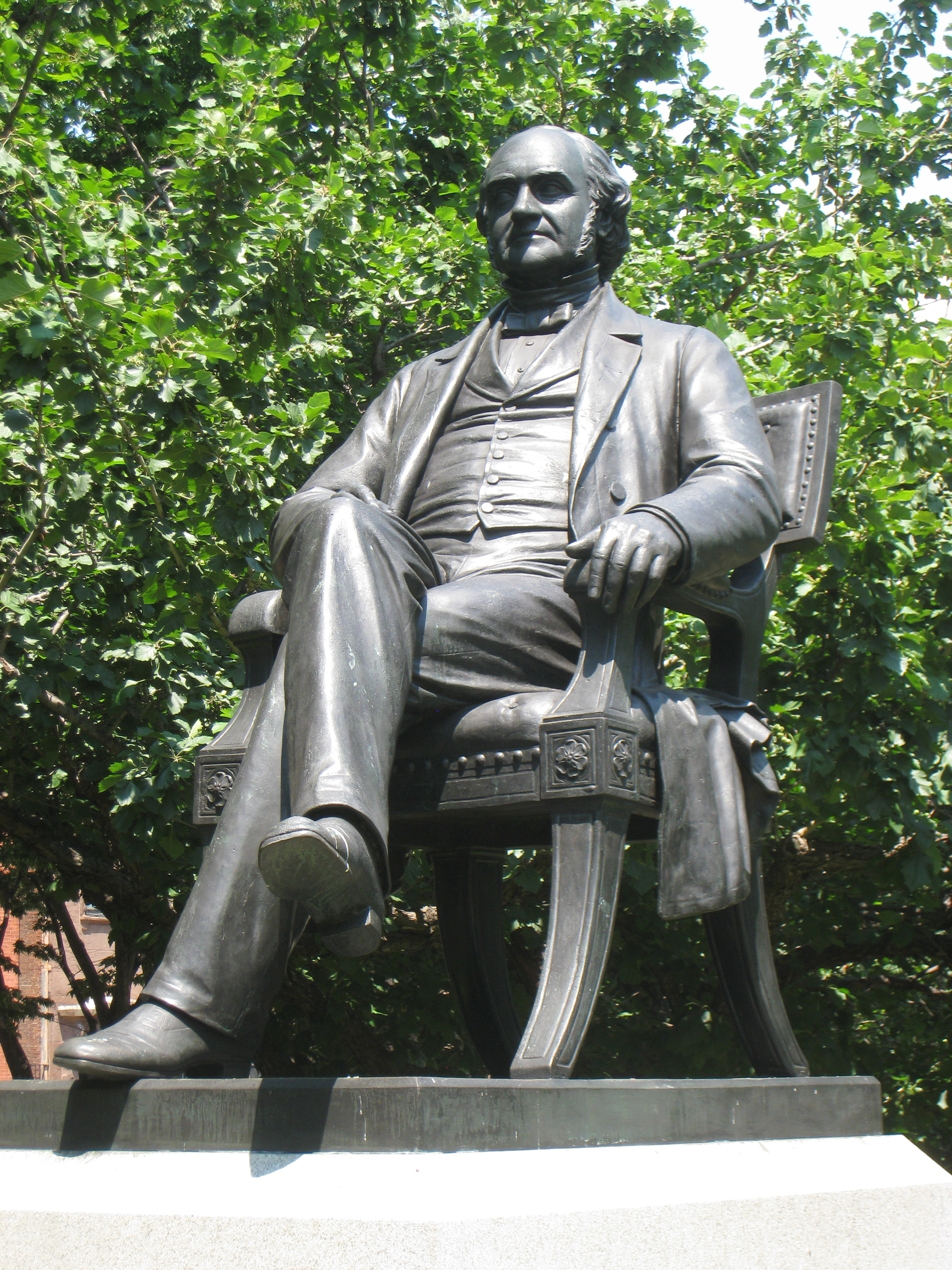
Monumento a George Peabody, a Mount Vernon Place di Baltimora (Maryland).
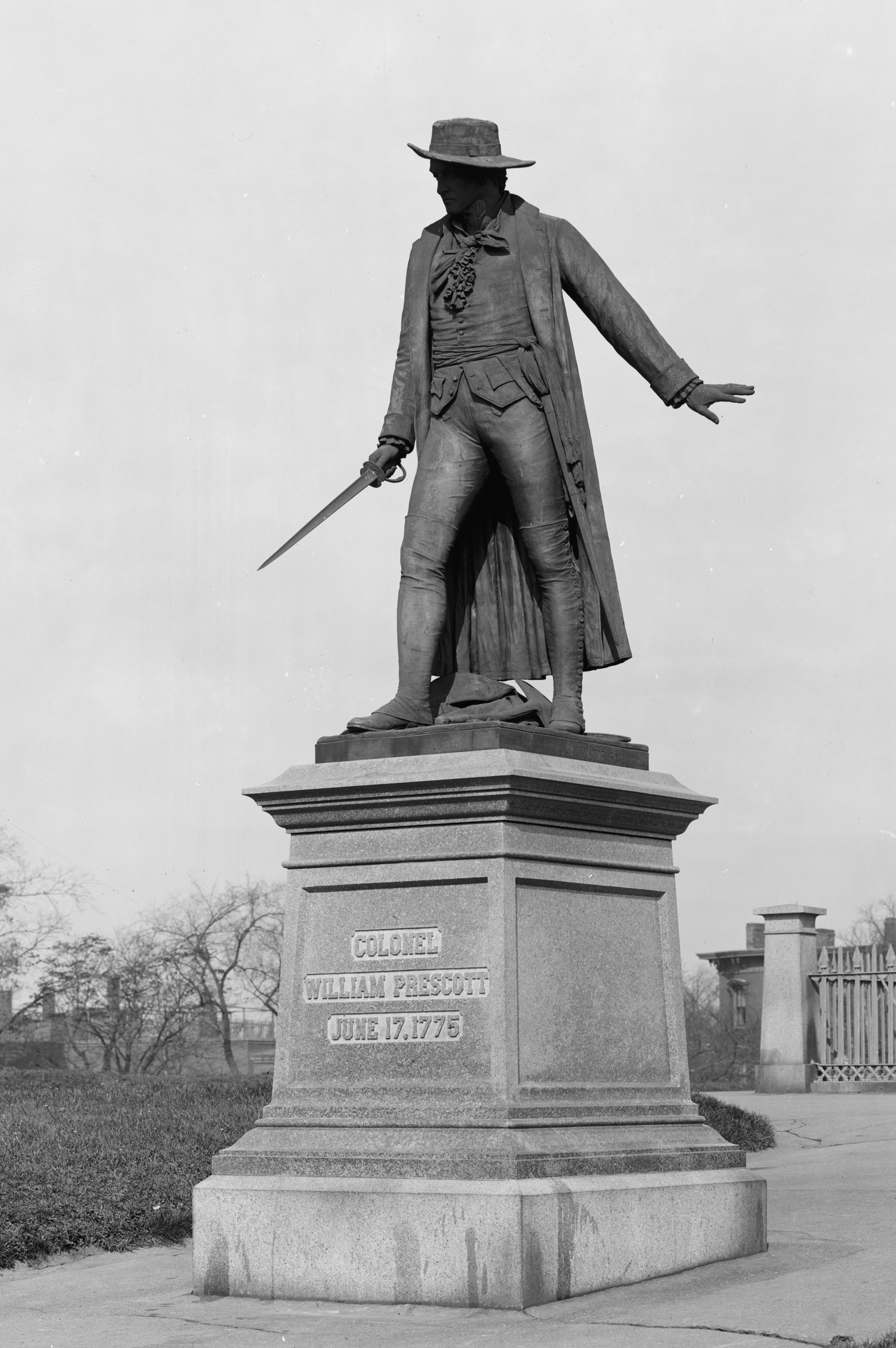
Monumento al Colonnello William Prescott, a Charlestown (Massachusetts).